# قصف الحب
قصف الحب هو محاولة لـتأثير شخص ما من خلال إظهار الاهتمام والمودة. يمكن استخدامه بطرق مختلفة ولأغراض إيجابية أو سلبية.  حدد علماء النفس قصف الحب كجزء محتمل من دورة الإساءة وحذروا منه. وقد وُصف أيضاً بأنه التلاعب النفسي لخلق شعور بالوحدة ضمن مجموعة ضد مجتمع يُنظر إليه على أنه معادٍ. في عام 2011، قام أخصائي علم النفس السريري أوليفر جيمس بالدعوة إلى قصف الحب في كتابه قصف الحب: إعادة ضبط مقياس المشاعر لدى طفلك، كوسيلة للآباء لتصحيح المشكلات العاطفية لدى أطفالهم.

بينما يُستخدم لأغراض إيجابية وسلبية، يُعتبر قصف الحب جزءًا محتملاً من دورة الإساءة.

## التعريف والتحليل
صاغ أعضاء كنيسة التوحيد في الولايات المتحدة مصطلح "قصف الحب" خلال السبعينيات، كما استخدمه أيضاً أعضاء العائلة الدولية. وناقشت أستاذة علم النفس مارغريت سينجر هذا المفهوم. في كتابها الصادر عام 1996، الطوائف في محيطنا، تكتب:

## العلاقات المسيئة
يمكن أن تُعَظِّم وسائل التواصل الاجتماعي من تأثير قصف الحب لأنها تمنح المسيء اتصالًا وتواصلًا شبه دائم مع الضحية. إحدى علامات قصف الحب في بداية العلاقة هي الاهتمام المكثف خلال فترة زمنية قصيرة والضغط من أجل التزام سريع جدًا.
يحدد دالي ارتشر مراحل قصف الحب بالاختصار IDD: "التقدير الشديد، التخفيض، التخلص (تكرار)"، وعملية تحديد هذا النمط السلوكي بـ SLL: "توقف، انظر، واستمع"، بعد ذلك يمكن أن يصبح قطع الاتصال بالمسيء أكثر إمكانية من خلال طلب الدعم من الأسرة والأصدقاء.
علامة أخرى على قصف الحب هي الترويع المكثف بالحنان والهدايا والوعود بالمستقبل مع المفترس بحيث تشعر الضحية أو تُجعل تصدق أن كل هذا هو علامة على "الحب من النظرة الأولى". نظرًا لأن هذه العلامات من المودة والتأكيد قد تلبي الاحتياجات الملحوظة ولا تبدو ضارة على السطح، فإن حماسة العلاقة الجديدة غالبًا ما لا تبدو مصدر قلق. ومع ذلك، بعد الإثارة الأولية، عندما تُظهر الضحية اهتمامًا أو اهتمامًا بأي شيء يتجاوز شريكها الجديد، قد يظهر المناور الغضب أو السلوك العدواني السلبي، أو يتهم الضحايا بالأنانية. إذا لم تمتثل الضحية للمطالب، تبدأ مرحلة التخفيض: يسحب المسيء كل المودة أو التعزيز الإيجابي ويعاقب الضحية بما يراه مناسبًا—الصراخ، اللوم، الألعاب العقلية، الصمت العقابي، أو حتى الإساءة الجسدية.
استُخدم التعبير لوصف التكتيكات التي يستخدمها القوادون وأعضاء العصابات التحكم بالقوة والسلطة المسيئة في ضحاياهم.

## الظواهر الحميدة
لا يشكل الاهتمام والمودة المفرطة قصف حب إذا لم يكن هناك نية أو نمط من الإساءة اللاحقة. يوضح آرتشر:
أوصى الكاتب وعالم النفس البريطاني أوليفر جيمس بقصف الحب كطريقة للآباء لمساعدة أطفالهم المضطربين. وصفه بأنه "تخصيص وقت فردي لتدليل الطفل وإغراقه بالحب، وضمن حدود المعقول، تلبية كل رغباته." في عام 2011، جربت هايدي سكرمجور، الصحفية في ديلي إكسبريس، هذه الطريقة مع ابنها وذكرت:

## راجع أيضًا
- حب
- نرجسية
- تملق
- ضحية
- عقلية (علم النفس)
- عقلية الضحية